# Авила
Авила (на испански: Ávila) е град в Испания, столица на едноименната провинция.
Разположен е 115 км от Мадрид, на 1117 м надморска височина, което го прави най-високата столица на провинция в Испания. Местоположението на града обуславя суровият климат – къси лета и дълги, студени зими. Населението му е 58 149 души (по данни към 1 януари 2017 г.).

## История
Първите обитатели на района са били келтското племе ветони, които оставят и името на града – О̀била („Висок хълм“).
По време на Реконкистата, градът дълго време е на „фронтовата линия“, преминавайки ту в ръцете на маврите, ту в ръцете на християните. След 11 век, Авила окончателно преминава в ръцете на последните, които вдигат високи крепостни стени около целия град. През Средновековието, Авила става център на католическия мистицизъм. Тук е родена Тереза Авилска, чиито мощи се пазят в града. Присцилиан, римски богослов от времето на ранното християнство, е бил епископ на Авила.

## Забележителности
Крепостната стена на Авила е обявена през 1985 за Световно културно наследство на ЮНЕСКО. Дълга е повече от 2,5 км и има 88 кули и 9 врати.
Внушителната катедралата „Салвадор де Авила“, строена през 11 – 14 век е първата готическа катедрала в Испания. За образец служи базиликата в Сен Дьони.
В града и околностите има и много запазени средновековни замъци и манастири.

## Известни личности
Починали в Авила
- Томас де Торквемада (1420 – 1498), духовник